# Aubigny, Somme

Aubigny este o comună în departamentul Somme, Franța. În 1 ianuarie 2022 avea o populație de 516 de locuitori.